# Скотт, Альфред Генри
Альфред Генри Скотт (англ. Alfred Henry Scott) (1840 — 28 мая 1872) — был барменом и клерком в колониальной общине Ред-Ривер в Сент-Бонифаце, Манитоба, был выбран в качестве делегата для представления временного правительства Луи Риэля на переговорах с правительством Канады во время восстания на Ред-Ривере в 1869—1870 гг.
Скотт 1869 был жителем колонии на Красной реке. Его предыдущая судьба неизвестна. Возможно, он был гражданином США. Он был барменом в салоне, принадлежавшем американскому гражданину Ф. О’Лону, а затем торговцем у другого американца, Генри МакКенни. Его отношения с этими людьми и, возможно, его предыдущий жизненный опыт связали его с небольшой группой сторонников американской аннексии.
Поскольку состав делегации определялся на заключительном этапе переговоров по прекращению восстания на Красной реке, к Скотту также присоединился представитель американского меньшинства. Другими делегатами были представитель Джозеф-Ноэль Ритхо и протестанты Джон Блэ. Добавление Скотта в состав делегации было чисто тактическим шагом. Речь шла об ослаблении позиции Ритхо. Хотя Скотт решил поддержать проправительственную позицию Блэка, его личность не особо способствовала переговорам. Он был в значительной степени проигнорирован во время разговоров, будучи очень пассивным сам.
Во время своего пребывания в Оттаве он встретился с консулом правительства США. Причины встречи неизвестны. После окончания переговоров он ненадолго отправился в Нью-Йорк, прежде чем вернуться в Манитобу. Вскоре он смертельно заболел. Он был первым больничным пациентом в Св. Бонифаций — Больница Сен-Бонифаций. Во время своей болезни он принял католицизм.